# Pristimantis gryllus
Pristimantis gryllus es una especie de anfibio anuro de la familia Craugastoridae.

## Distribución geográfica
Esta especie se encuentra en:
- el departamento de Norte de Santander en Colombia;
- el estado de Mérida en Venezuela.[2]

## Descripción
Los machos miden de 17 a 21 mm y las hembras de 22 a 26 mm.

## Publicación original
- Barrio-Amoros, Guayasamin & Hedges, 2012: A new minute andean Pristimantis (Anura: Strabomantidae) from Venezuela. Phyllomedusa, vol. 11, n.º 2, p. 83-93[3]